# Englische Cricket-Nationalmannschaft in Neuseeland in der Saison 2024/25
Die Tour der englischen Cricket-Nationalmannschaft nach Neuseeland in der Saison 2024/25 fand vom 28. November bis zum 18. Dezember 2024 statt. Die internationale Cricket-Tour war Bestandteil der Internationalen Cricket-Saison 2024/25 und umfasste drei Tests. Die Tests waren Bestandteil der ICC World Test Championship 2023–2025. England gewann die Serie mit 2–1.

## Vorgeschichte
Neuseeland spielte zuvor eine Tour in Indien, England auf den West Indies. Das letzte Aufeinandertreffen der beiden Mannschaften bei einer Tour fand in der Saison 2023 in England statt.

## Stadion
Die folgenden Stadien wurden für die Tour als Austragungsort vorgesehen.
| Stadion       | Stadt        | Kapazität | Spiele  |
| ------------- | ------------ | --------- | ------- |
| Hagley Oval   | Christchurch | 20.000    | 1. Test |
| Seddon Park   | Hamilton     | 10.000    | 3. Test |
| Basin Reserve | Wellington   | 11.000    | 2. Test |

## Kaderlisten
England benannte seinen Kader am 29. Oktober 2024.
Neuseeland benannte seinen Kader am 15. November 2024.
| Test | Test |
| Neuseeland | England |
| --- | --- |
| - Tom Latham (K) - Tom Blundell (wk) - Devon Conway - Jacob Duffy - Matt Henry - Daryl Mitchell - William O’Rourke - Glenn Phillips - Rachin Ravindra - Mitchell Santner - Nathan Smith - Tim Southee - Kane Williamson - Will Young | - Ben Stokes (K) - Ollie Pope (VK) - Rehan Ahmed - Gus Atkinson - Shoaib Bashir - Jacob Bethell - Harry Brook - Brydon Carse - Jordan Cox (wk) - Zak Crawley - Ben Duckett - Jack Leach - Matthew Potts - Ollie Robinson (wk) - Joe Root - Olly Stone - Chris Woakes |

## Tour Match
| 23. – 24. November Scorecard | Queenstown | Prime Minister's XI 136 (36.4) & 313-5d (68) | – | England 249 (45.1) & 169-9 (22) |
|                              |            | Remis                                        |   |                                 |

## Tests

### Erster Test in Christchurch
| 28. November – 1. Dezember Scorecard | Christchurch (HO) | Neuseeland 348 (91) & 254 (74.1) | – | England 499 (103) & 104-2 (12.4) |
|                                      |                   | England gewinnt mit 8 Wickets    |   |                                  |

England gewann den Münzwurf und entschied sich als Feldmannschaft zu beginnen. Für Neuseeland formte Eröffnungs-Batter Tom Latham eine Partnerschaft mit dem dritten Schlagmann Kane Williamson. Latham erreichte 47 Runs, woraufhin Rachin Ravindra 34 und Daryl Mitchell 19 Runs erzielten. Ihnen folgte Tom Blundell, woraufhin Williamson nach einem Fifty über 93 Runs ausschied. Er wurde durch Glenn Phillips ersetzt und Blundell gelangen 17 Runs. Nachdem Matt Henry nach 18 Runs ausgeschieden war, kam Tim Southee aufs feld und der Tag endete beim Stand von 319/8. Am zweiten Tag verlor Southee sein Wicket nach 15 Runs und Phillips beendete das Innings ungeschlagen nach einem Fifty über 58* Runs. Beste englische Bowler waren Brydon Carse mit 4 Wickets für 64 Runs und Shoaib Bashir mit 4 Wickets für 69 Runs. Für England bildete Eröffnungs-Batter Ben Duckett eine Partnerschaft mit dem dritten Schlagmann Jacob Bethell. Bethell schied nach 10 Runs aus, woraufhin Harry Brook ins Spiel kam. Duckett erreichte 46 Runs und der ihm folgende Ollie Pope ein Fifty über 77 Runs. Als Ben Stokes aufs Feld kam, endete der Tag beim Stand von 319/5. Am dritten Tag schied Brook nach einem Century über 171 Runs aus 197 Bällen aus und dem hineinkommenden Gus Atkinson gelangen 48 Runs. Als Brydon Carse aufs Feld kam, verlor Stokes sein Wicket nach einem Fifty über 80 Runs. Carse beendete das Innings ungeschlagen mit 33* Runs, womit er den Vorsprung auf 151 Runs erhöhte. Beste neuseeländische Bowler waren Matt Henry mit 4 Wickets für 84 Run und Nathan Smith mit 3 wickets für 141 Runs. Neuseeland verlor früh sein Eröffnungs-Batter, woraufhin Kane Williamson und Rachin Ravindra eine Partnerschaft formten. Ravindra erreichte 24 Runs und wurde gefolgt durch Daryll Mitchell. Williamson gelang ein Fifty über 61 Runs und dem hineinkommenden Glenn Phillips 19 Runs. Als Nathan Smith ins Spiel kam, endete der Tag beim Stand von 155/6. Am vierten Tag erzielte Smith 21 Runs und wurde gefolgt durch Tim Southee mit 12 Runs. Mitchell verlor das letzte Wicket des Innings nach einem Fifty über 84 Runs, womit er die Vorgabe für England auf 104 Runs einstellte. Beste englische Bowler waren Brydon Carse mit 6 Wickets für 42 Runs und Chris Woakes mit 3 Wickets für 59 Run. Für England formte Eröffnungs-Batter Ben Duckett mit dem dritten Schlagmann Jacob Bethell eine Partnerschaft. Duckett schied nach 27 Runs aus, bevor Bethelll und Joe Root die Vorgabe im 13. Over einholen konnte. Bethell erzielte dabei ein Fifty über 50* Runs und Root 23* Runs. Die neuseeländischen Wickets erzielten Matt Henry und William O’Rourke. Als Spieler des Spiels wurde Brydon Carse ausgezeichnet.

### Zweiter Test in Wellington
| 6. – 10. Dezember Scorecard | Wellington (BR) | England 280 (54.4) & 427-6d (82.3) | – | Neuseeland 125 (34.5) & 259 (54.2) |
|                             |                 | England gewinnt mit 323 Runs       |   |                                    |

Neuseeland gewann den Münzwurf und entschied sich als Feldmannschaft zu beginnen. Für England formte Eröffnungs-Batter Zak Crawley mit dem dritten Schlagmann Jacob Bethell eine Partnerschaft. Crawley erreichte 17 Runs, bevor Harry Brook aufs Feld kam. Bethell gelangen 16 Runs und Brook formte daraufhin mit Ollie Pope eine Partnerschaft. Pope erzielte ein Fifty über 66 Runs und als Chris Woakes aufs Feld kam, verlor Brook sein Wicket nach einem Century über 123 Runs aus 115 Bällen. Woakes schied nach 18 Runs aus und das Innings endete kurz darauf nach 280 Runs. Beste neuseeländische Bowler waren Nathan Smith mit 4 Wickets für 86 Run und William O’Rourke mit 3 Wickets für 49 Runs. Für Neuseeland begannen Tom Latham und Devon Conway. Conway gelangen 11 Runs, bevor er durch Kane Williamson ersetzt wurde. Latham konnte dann 17 Runs erreichen und Williamson 37 Runs. Nachdem Tom Blundell ins Spiel gekommen war, endete der Tag beim Stand von 86/5. Am zweiten Tag schied Blundell nach 16 Runs aus und Glenn Phillips bildete mit Nathan Smith eine weitere Partnerschaft. Smith erreichte 14 Runs und Phillips beendete ungeschlagen das Innings mit 16* Runs, womit er den Rückstand auf 155 Runs verkürzte. Beste englische Bowler waren Gus Atkins mit 4 Wickets für 31 Runs, dem unter anderem ein Hattrick gelang, und Brydon Carse mit 4 Wickets für 46 Runs. In ihrem zweiten Innings bildete Eröffnungs-Batter Ben Duckett eine Partnerschaft mit Jacob Bethell. Bethell gelang ein Fifty über 96 Runs und wurde durch Joe Root gefolgt. Duckett erreichte ebenfalls ein Fifty über 92 Run und der ihn ersetzende Harry Brook ein ebensolches über 55 Runs. Nachdem Ollie Pope nach 10 Runs ausgeschieden war, kam Ben Stokes aufs Feld und der Tag endete beim Stand von 378/5. Am dritten Tag schied Root nach einem Century über 106 Runs aus 130 Bällen aus und England deklarierte das Innings mit einer Vorgabe von 583 Runs. Stoke shatte bis dahin 49* Run erzielt. Beste neuseeländische Bowler waren Tim Southee mit 2 Wickets für 72 Runs und Matt Henry mit 2 Wickets für 100 Runs. Für Neuseeland erzielte Eröffnungs-Batter Tom Latham 24 Runs, bevor Daryl Mitchell und Tom Blundell eine Partnerschaft formten. Mitchell erreichte 32 Runs gefolgt von Phillips mit 16 Runs, bevor Nathan Smith aufs Feld kam. Blundell schied nach einem Century über 115 Runs aus 102 Bällen aus und Smith verlor sein Wicket nach 42 Runs. Kurz darauf fiel das letzte Wicket und Neuseeland verlor die Partie klar. Bester englischer Bowler war Ben Stokes mit 3 Wickets für 5 Runs. Als Spieler des Spiels wurde Harry Brook ausgezeichnet.

### Dritter Test in Hamilton
| 14. – 18. Dezember Scorecard | Hamilton | Neuseeland 347 (97.1) & 453 (101.4) | – | England 143 (35.4) & 234 (47.2) |
|                              |          | Neuseeland gewinnt mit 423 Runs     |   |                                 |

Neuseeland gewann den Münzwurf und entschied sich als Feldmannschaft zu beginnen. Als Spieler des Spiels wurde Mitchell Santner ausgezeichnet.

## Auszeichnungen

### Player of the Series
Als Player of the Series wurden der folgende Spieler ausgezeichnet.
| Serie | Player of the Series |
| ----- | -------------------- |
| Test  | Harry Brook          |

### Player of the Match
Als Player of the Match wurden die folgenden Spieler ausgezeichnet.
| Spiel   | Player of the Match |
| ------- | ------------------- |
| 1. Test | Brydon Carse        |
| 2. Test | Harry Brook         |
| 3. Test | Mitchell Santner    |